# Кантервуд (Вашингтон)
Кантервуд (англ. Canterwood) — переписна місцевість (CDP) в США, в окрузі Пірс штату Вашингтон. Населення — 3572 особи (2020).

## Географія
Кантервуд розташований за координатами 47°22′35″ пн. ш. 122°36′8″ зх. д. / 47.37639° пн. ш. 122.60222° зх. д. (47.376488, -122.602169).  За даними Бюро перепису населення США в 2010 році переписна місцевість мала площу 5,61 км², уся площа — суходіл.

## Демографія
Згідно з переписом 2010 року, у переписній місцевості мешкало 3079 осіб у 1123 домогосподарствах у складі 960 родин. Густота населення становила 549 осіб/км².  Було 1196 помешкань (213/км²).
Расовий склад населення:
| - 87,9 % — білих - 5,4 % — азіатів - 1,0 % — корінних американців - 0,9 % — чорних або афроамериканців - 0,2 % — вихідців з тихоокеанських островів |

До двох чи більше рас належало 3,8 %. Частка іспаномовних становила 3,3 % від усіх жителів.
За віковим діапазоном населення розподілялося таким чином: 25,1 % — особи молодші 18 років, 58,7 % — особи у віці 18—64 років, 16,2 % — особи у віці 65 років та старші. Медіана віку мешканця становила 44,9 року. На 100 осіб жіночої статі у переписній місцевості припадало 93,0 чоловіків;  на 100 жінок у віці від 18 років та старших — 93,8 чоловіків також старших 18 років.
Середній дохід на одне домашнє господарство  становив 169 642 долари США (медіана — 126 417), а середній дохід на одну сім'ю — 194 824 долари (медіана — 136 641). Медіана доходів становила 79 141 долар для чоловіків та 62 426 доларів для жінок. За межею бідності перебувало 0,4 % осіб, у тому числі 0,0 % дітей у віці до 18 років та 0,0 % осіб у віці 65 років та старших.
Цивільне працевлаштоване населення становило 1664 особи. Основні галузі зайнятості: освіта, охорона здоров'я та соціальна допомога — 30,9 %, фінанси, страхування та нерухомість — 18,8 %, науковці, спеціалісти, менеджери — 9,0 %, транспорт — 7,4 %.